# Guadalupe Victoria, Tepetitla de Lardizábal
Guadalupe Victoria är en ort i Mexiko.   Den ligger i kommunen Tepetitla de Lardizábal och delstaten Tlaxcala, i den sydöstra delen av landet, 80 km öster om huvudstaden Mexico City. Guadalupe Victoria ligger 2 225 meter över havet och antalet invånare är 855.
Terrängen runt Guadalupe Victoria är platt åt sydost, men åt nordväst är den kuperad. Runt Guadalupe Victoria är det tätbefolkat, med 591 invånare per kvadratkilometer. Närmaste större samhälle är Tlaxcala de Xicohtencatl, 19,9 km öster om Guadalupe Victoria. Omgivningarna runt Guadalupe Victoria är en mosaik av jordbruksmark och naturlig växtlighet.